# سجاد مشايخي
سجاد مشايخي (بالفارسية: سجاد مشایخی)؛ (23 فبراير 1994) هو لاعب كرة سلة إيراني محترف حصل على الميدالية الذهبية 4 مرات في كأس آسيا للأعوام 2012 و2014 و2016، لعب مع منتخب إيران لكرة السلة.

## روابط خارجية
- سجاد مشايخي على موقع الاتحاد الدولي لكرة السلة (الإنجليزية)
- سجاد مشايخي على موقع كرة السلة الأوروبية.كوم (الإنجليزية)
- سجاد مشايخي على موقع ريلجم (الإنجليزية)
- سجاد مشايخي على موقع بروبوليرز (الإنجليزية)
- سجاد مشايخي على موقع سبورتس رفرنس (الإنجليزية)
- سجاد مشايخي على موقع أوليمبيديا (الإنجليزية)